# Баштанюк Геннадій Сергійович
Геннадій Сергійович Баштанюк (нар. 22 жовтня 1949, село Хомутовка Хомутовського району Курської області, тепер Росія) — радянський профспілковий діяч, передовик виробництва, бригадир слюсарів-наладчиків. Кандидат у члени ЦК КПРС у 1981—1986 роках. Член ЦК КПРС у 1986—1990 роках. Герой Соціалістичної Праці (10.06.1986).

## Життєпис
У 1967 році закінчив професійно-технічне училище № 115 в Москві. У 1967—1968 роках — слюсар 1-ї Московської ситценабивної фабрики. У 1968 році закінчив вечірню середню школу в місті Орєхово-Зуєво Московської області.
У 1968—1970 роках служив у Радянській армії.
У 1970 році працював слюсарем на Московській відбілювально-фарбувальній фабриці. У 1970—1972 роках — слюсар заводу «Карболіт» в місті Орєхово-Зуєво Московської області.
У 1972—1975 роках — слюсар, у 1975—1986 роках — бригадир слюсарів-наладчиків автоматичних формувальних ліній і гідравлічних систем ливарного заводу Камського об'єднання з виробництва великовантажних автомобілів (КамАЗ) в місті Набережних Челнах Татарської АРСР.
Член КПРС з 1977 року.
Указом Президії Верховної Ради СРСР від 10 червня 1986 роки за дострокове виконання завдань одинадцятої п'ятирічки і соціалістичних зобов'язань, великий внесок в підвищення ефективності виробництва, якості продукції, що випускається і проявлений трудовий героїзм Баштанюку Геннадію Сергійовичу присвоєно звання Героя Соціалістичної Праці з врученням ордена Леніна і золотої медалі «Серп і молот».
У 1986—1989 роках — голова Татарського обласної ради професійних спілок. У 1988 році закінчив Вищі економічні курси при Держплані СРСР.
8 вересня 1989 — 27 жовтня 1990 року — секретар Всесоюзної центральної ради професійних спілок (ВЦРПС).
27 жовтня 1990 — 16 квітня 1992 року — заступник голови Загальної конфедерації професійних спілок СРСР.
У 1991 році заочно закінчив Поволзький соціально-політичний інститут (колишню Саратовську вищу партійну школу) в місті Саратові.
У 1992—1993 роках — заступник голови Загальної конфедерації профспілок — міжнародного профспілкового об'єднання СНД.
З 1993 по 2017 роках працював в різних комерційних структурах: Торгово-промислова компанія «Продмаркет», ЗАТ «СФАТ», ЗАТ «ОТЕКО». Віце-президент МГО «Парк Героїв» і заступник голови Центрального правління ВГО «Трудова доблесть Росії» в місті Москві.

## Нагороди і звання
- Герой Соціалістичної Праці (10.06.1986)
- два ордени Леніна (14.09.1981, 10.06.1986)
- орден Трудового Червоного Прапора (15.04.1977)
- медалі
- премія Ленінського комсомолу (1977)